# Tratamento de imagem
Tratamento de imagem ou manipulação de imagem envolve alterar uma fotografia usando vários métodos e técnicas para atingir os resultados desejados. Algumas manipulações de imagens são consideradas trabalhos hábeis, enquanto outras são consideradas práticas antiéticas, especialmente quando usado para enganar o público. Também pode ser usada para propaganda política, fazer um produto ou pessoa parecer melhor, ou para fins de entretenimento.

## Questões políticas e éticas
A manipulação de fotos tem sido usada para enganar ou persuadir os espectadores ou melhorar a narrativa e a auto-expressão. Mesmo mudanças sutis e discretas podem ter um impacto profundo na maneira como uma fotografia é interpretada ou julgada, tornando ainda mais importante saber quando ocorreu manipulação ou não. Já na Guerra Civil Americana, as fotografias foram publicadas como gravuras baseadas em mais de um negativo.

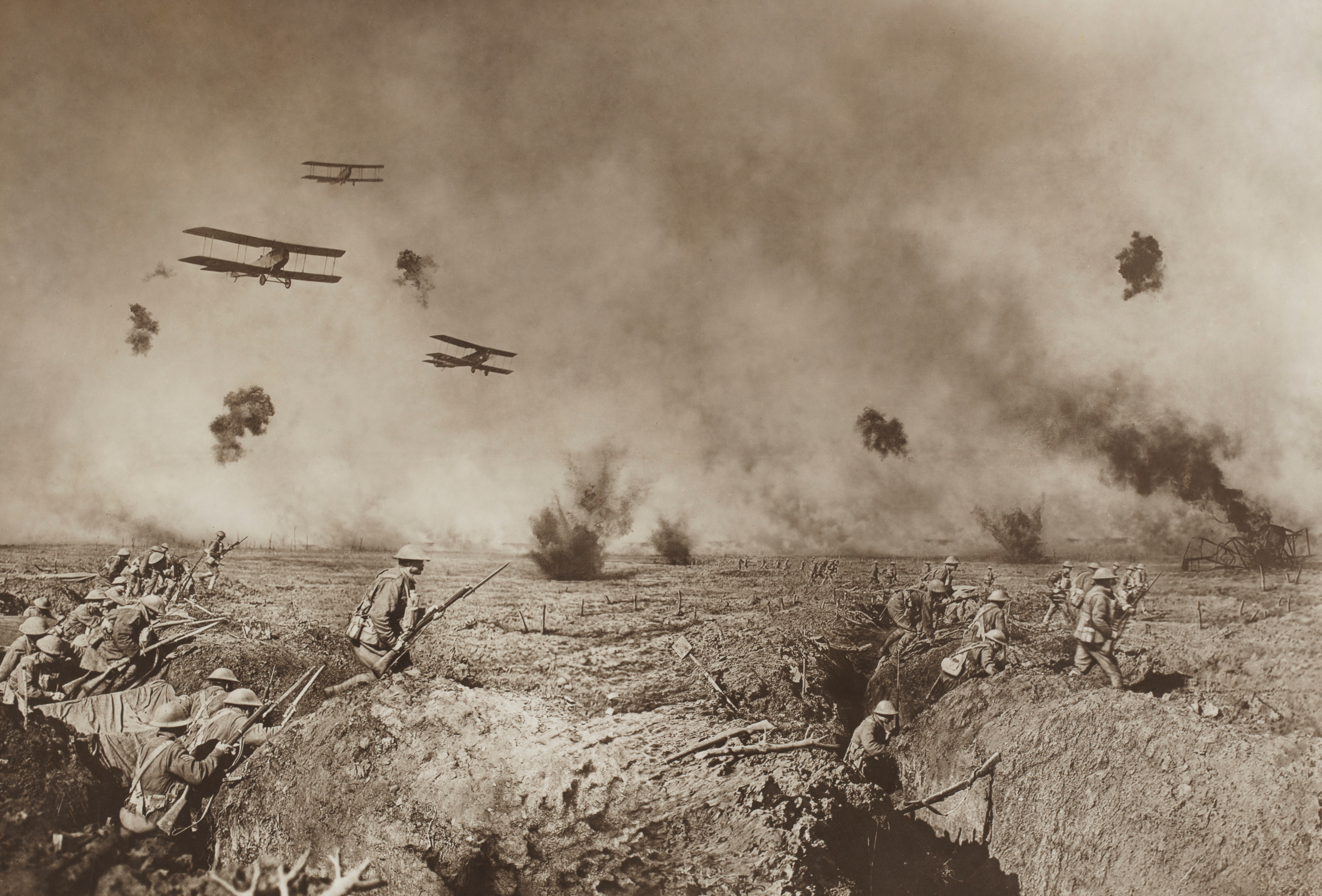
O fotógrafo australiano Frank Hurley formou esta fotografia composta a partir de três negativos originais da Primeira Guerra Mundial na Bélgica. Hurley discutiu com os superiores sobre a ética da composição de fotos, argumentando que a guerra foi conduzida em uma escala tão vasta que era impossível capturar a essência dela em um único negativo.

Josef Stalin fez uso de retoques de fotos para fins de propaganda. Em 5 de maio de 1920, seu antecessor Vladimir Lenin fez um discurso para as tropas soviéticas que Leon Trótski compareceu. Stalin retirou Trótski de uma fotografia em que ele aparecia. Em um caso bem conhecido de manipulação de imagens damnatio memoriae, o líder da NKVD Nikolai Yezhov (o "Comissário de Fuga"), após sua execução em 1940, foi removido de uma foto oficial da imprensa onde foi fotografado com Stalin.
Algumas teorias éticas foram aplicadas à manipulação de imagens. Durante um painel sobre o tema da ética na manipulação de imagens, Aude Oliva teorizou que são necessárias mudanças categóricas para que uma imagem editada seja vista como uma manipulação. Em Image Act Theory, Carson Reynolds estendeu a teoria de atos de fala aplicando-a à edição de fotos e manipulações de imagens. Em How to Do Things with Pictures, William J. Mitchell detalha a longa história da manipulação de fotos e a discute criticamente.

## Photoshopar
Como resultado da popularidade do Adobe Photoshop como software de edição de imagens, o uso do neologismo "photoshopado" cresceu onipresentemente. O termo geralmente se refere a toda e qualquer edição digital de fotografias, independentemente do software usado. A proprietária da marca registrada, Adobe Systems Incorporated, embora lisonjeada com a popularidade do software, se opôs ao que chama de uso indevido de seu software de marca registrada e considerou uma infração à marca registrada usar termos como "photoshop" ou "photoshopar" como substantivo ou verbo, de forma possessiva ou como um termo de gíria. No entanto, as tentativas da Adobe de impedir a "genericação" da marca registrada da empresa foram inúteis. Separadamente, a Free Software Foundation desaconselha o uso de "photoshop" como verbo, porque o Adobe Photoshop é um software proprietário. Os termos "photoshopar", "photoshopado" e "photoshopando" são onipresentes e amplamente utilizados coloquial e academicamente ao referir-se a software de edição de imagens, no que se refere à manipulação digital e alteração de fotografias.
Na cultura popular, o termo photoshopar às vezes é associado a montagens na forma de piadas visuais, como as publicadas no Fark e na revista Mad. As imagens podem ser propagadas memeticamente por e-mail como humor ou passadas como notícias reais em forma de farsa. Um exemplo da última categoria é o "Helicopter Shark", que foi amplamente divulgado como a "Foto National Geographic do Ano", que depois foi revelado como uma farsa.

## Galeria

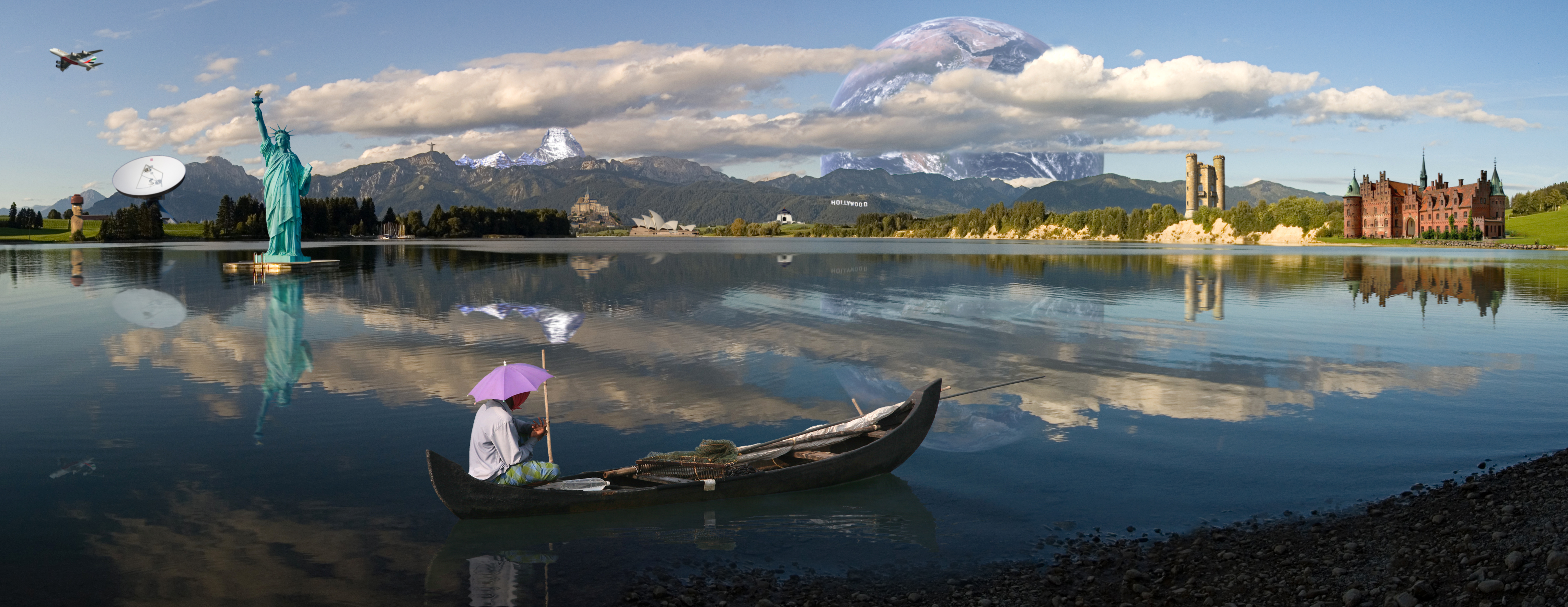
Fotomontagem de 16 fotos que foram manipuladas digitalmente no Photoshop para dar a impressão de que é uma paisagem real
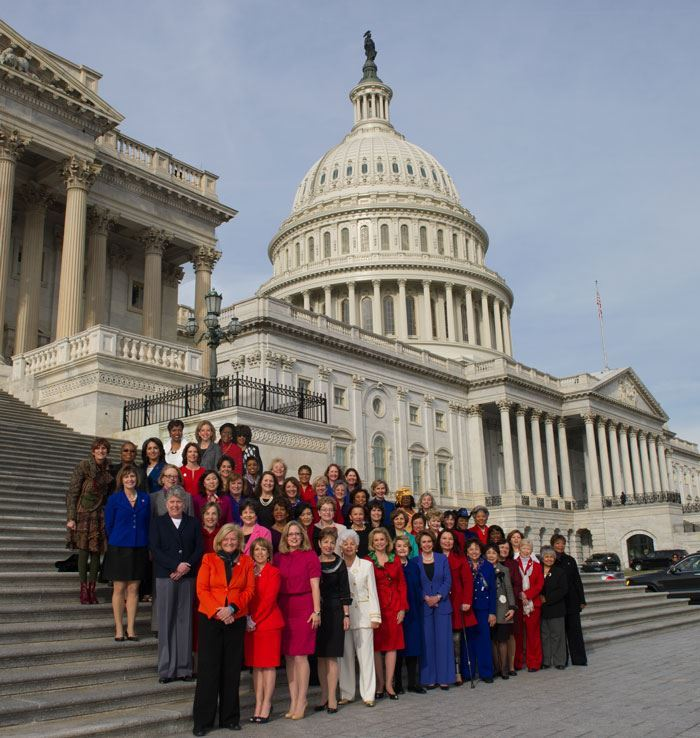
Antes de sua divulgação à imprensa, a equipe do Congresso adicionou digitalmente a este retrato oficial de 2013 as cabeças de quatro membros ausentes na sessão de fotos original.